# Gregor Siefer
Gregor Siefer (* 9. Oktober 1928 in Berlin) ist ein deutscher Soziologe.

## Leben
Er wurde 1960 in Hamburg promoviert. Seit 1961 war er am Institut für Soziologie der Universität Hamburg tätig. Nach der Habilitation 1974 wurde zum Privatdozenten ernannt. Er vertrat einen Lehrstuhl an der Christian-Albrechts-Universität zu Kiel 1977. Von 1977 bis 1991 war er Professor der Universität Hamburg.

## Schriften (Auswahl)
- Die Mission der Arbeiterpriester, Ereignisse und Konsequenzen. Ein Beitrag zum Thema: Kirche und Industriegesellschaft. Driewer, Essen 1960, OCLC 652357860 (zugleich Dissertation, Hamburg 1960).
  - Monique Devignot und Jacques Ernest (Übersetzer): La mission des prêtres-ouvriers. Les faits et les conséquences. Ed. de l'épi, Paris 1963, OCLC 419228251.
  - Isabel McHugh und Florence McHugh (Übersetzer): The Church and industrial society. A survey of the worker-priest movement and its implications for the Christian mission. Darton, Longman & Todd, London 1964, OCLC 923695980.
  - José Antonio Díaz (Übersetzer): Los sacerdotes obreros. Los hechos y las consecuencias (= Colección El Sentido de la Historia. Band 2). Nova Terra, Barcelona 1965, OCLC 432736721.
- mit Wolfgang R. Vogt: Das Verhalten Hamburger Wochenendfahrer in ausgewählten Wochenend-Erholungsgebieten. Band 1 Text. Institut für Verkehrswissenschaft, Hamburg 1967, OCLC 632555931.
- mit Wolfgang R. Vogt: Das Verhalten Hamburger Wochenendfahrer in ausgewählten Wochenend-Erholungsgebieten. Band 2 Tabellen. Institut für Verkehrswissenschaft, Hamburg 1967, OCLC 256310051.
- Sozialwissenschaftler (= Blätter zur Berufskunde. Band 3). 5. Auflage, Bertelsmann, Bielefeld 1969, OCLC 248816800.
- Sozialwissenschaftler (= Blätter zur Berufskunde. Band 3). 6. Auflage, Bertelsmann, Bielefeld 1972, OCLC 248817034.
- Sozialwissenschaftler (= Blätter zur Berufskunde. Band 3). 7. Auflage, Bertelsmann, Bielefeld 1978, OCLC 249142930.
- Sozialwissenschaftler/Sozialwissenschaftlerin (= Blätter zur Berufskunde. Band 3). 8. Auflage, Bertelsmann, Bielefeld 1985, OCLC 249142617.
- Sozialwissenschaftler/Sozialwissenschaftlerin (= Blätter zur Berufskunde. Band 3). 9. Auflage, Bertelsmann, Bielefeld 1991, OCLC 249142965.
- mit Barbara Birzer: Sozialwissenschaftler/Sozialwissenschaftlerin (= Blätter zur Berufskunde. Band 3). 10. Auflage, Bertelsmann, Bielefeld 1991, OCLC 249142245.
- Sterben die Priester aus? Soziologische Überlegungen zum Funktionswandel eines Berufsstandes. Driewer, Essen 1973, ISBN 3-87177-066-3.
- als Herausgeber mit Shemaryahu Talmon: Religion und Politik in der Gesellschaft des 20. Jahrhunderts. Ein Symposion mit israelischen und deutschen Wissenschaftlern. Keil, Bonn 1978, ISBN 3-921591-02-3.
- Ehe und Familie als Verwirklichung von Kirche. Anstößige Überlegungen eines Soziologen. Knecht, Frankfurt am Main 1982, ISBN 3-7820-0482-5.
- Toleranz – eine gefährliche Tugend? Vortrag am 4. Oktober 1995 (= Reihe Ansprachen, Reden, Einreden. Band 3). Kath. Akad., Hamburg 1995, ISBN 3-928750-47-X.
- Bruchstücke. Soziologische Streifzüge (= Spuren der Wirklichkeit. Band 25). LIT, Münster 2011, ISBN 978-3-643-10882-1.
- Mosaiken. Religionssoziologische Streiflichter (= Spuren der Wirklichkeit. Band 26). LIT, Münster 2011, ISBN 978-3-643-11020-6.
- Splitter. Soziologische Akzente (= Spuren der Wirklichkeit. Band 27). LIT, Münster 2012, ISBN 978-3-643-11479-2.